# Dagobert Sigismond Laurent de Wimpffen
Pour les articles homonymes, voir Wimpffen.
 (juin 2023).
Dagobert Sigismond Laurent de Wimpffen (1782-1852) est un militaire français d'origine allemande en activité sous le Consulat, le Premier Empire, la Restauration et la Monarchie de Juillet.

## Biographie
Fils de François, baron de Wimpffen (1732-1800) et de Cunégonde Madeleine de Goy (1743-1820), huitième enfant d'une fratrie de dix, il naît le 17 février 1782 au château de Günthersburg, près de Francfort-sur-le-Main. Il appartenait à l’une des plus anciennes familles du Cercle de Souabe. Il est le neveu de Georges Félix de Wimpffen.
A l'âge de 11 ans, il prend rang en 1793 dans l’armée française au 6e bataillon du Bas-Rhin, mais n’ayant pas l’âge requis pour porter l’épaulette, il est suspendu de ses fonctions de sous-lieutenant par les représentants du peuple Reubell et Merlin juste après avoir effectué la campagne de l'an II.
Le 22 décembre 1799, il entre dans la 44e demi-brigade en qualité de lieutenant à la suite. Il est attaché comme aide-de-camp au général Henri-Joseph Thüring de Ryss peu de jours après. Le 6 août il passe au 9e hussards comme lieutenant à la suite. Le 23, il est admis lieutenant en pied, et se distingue dans plusieurs affaires sur les bords du Rhin. Il est grièvement blessé à la bataille de Saalfeld le 10 octobre 1806 et nommé capitaine le 22 mars 1807.
De l’armée des côtes de l'Océan, dont il faisait partie, il passe à la Grande Armée et participe à la campagne de Prusse et de Pologne de 1807 et 1808. Il est décoré le 1er octobre 1807.
En 1809, le capitaine Wimpffen fait la campagne d'Autriche. Il est nommé chef d’escadron au 9e chevau-légers (3 août 1811), et participe à la campagne de Russie. Blessé d’un coup de sabre au cou, en avant de Witepsk, où à la tête de deux escadrons, il culbute huit escadrons russes. Wimpffen est créé major du 1er régiment de hussards croates et se trouve, le 5 avril, à l’affaire de Mockein, où, blessé de deux coups de sabre à la tête, il tombe au pouvoir de l’ennemi.
Pendant la retraite, il fait partie du premier des escadrons sacrés, formés des officiers de quatre corps d’armée de cavalerien, pour servir d’escorte à l’Empereur. Il est du petit nombre de ceux qui restent sous le drapeau jusqu’au moment où l’Empereur rentre en France.
À la suite des événements de 1814, le 16 novembre, le major de Wimpffen est placé dans le 2e lanciers, en qualité de major à la suite, et reçoit le 4 décembre la croix du mérite militaire.
Licencié en 1815, il est, peu après (2 novembre) nommé lieutenant-colonel des dragons du Calvados, et passe dans la Garde royale avec rang de colonel, en 1820. Créé officier de la Légion d’honneur le 25 avril 1821, Wimpffen est nommé colonel du 7e chasseurs le 8 mai 1822. Il fait partie du corps d’armée qui fait la campagne d'Espagne(1823-1824).
Il est fait commandeur de la Légion d’honneur le 8 septembre 1823, et chevalier de deuxième classe de l’ordre de Saint-Ferdinand le 23 novembre suivant. Il était depuis longtemps chevalier de Ordre royal et militaire de Saint-Louis.
Wimpffen est nommé maréchal de camp le 16 juin 1834, et est chargé du commandement des Hautes-Pyrénées, puis du département de l’Orne.
Il meurt en 1852.

## Source
« Dagobert Sigismond Laurent de Wimpffen », dans Charles Mullié, Biographie des célébrités militaires des armées de terre et de mer de 1789 à 1850, 1852 [détail de l’édition]